# Cattedrale di Losanna
La cattedrale di Nostra Signora (in francese: cathédrale Notre-Dame de Lausanne) è la chiesa protestante maggiore di Losanna, sede della Chiesa evangelica riformata del Canton Vaud.

## Storia
Fino al 1536, anno della Riforma, la chiesa fu la cattedrale cattolica della città. In quell’anno le autorità elvetiche dichiararono illegale la diocesi di Losanna scacciandone il vescovo: il titolo di cattedrale attribuito alla chiesa è quindi oggi solo storico e onorifico. L'edificio fu costruito tra 1170 e 1240 in stile gotico e restaurato nel 1874 da Viollet Le Duc.